# Верден (Німеччина)
Ве́рден (нім. Wöhrden) — громада в Німеччині, розташована в землі Шлезвіг-Гольштейн. Входить до складу району Дітмаршен. Складова частина об'єднання громад КЛГ-Гайдер-Умланд.
Площа — 21,77 км2. Населення становить 1268 ос. (станом на 31 грудня 2020).

## Галерея

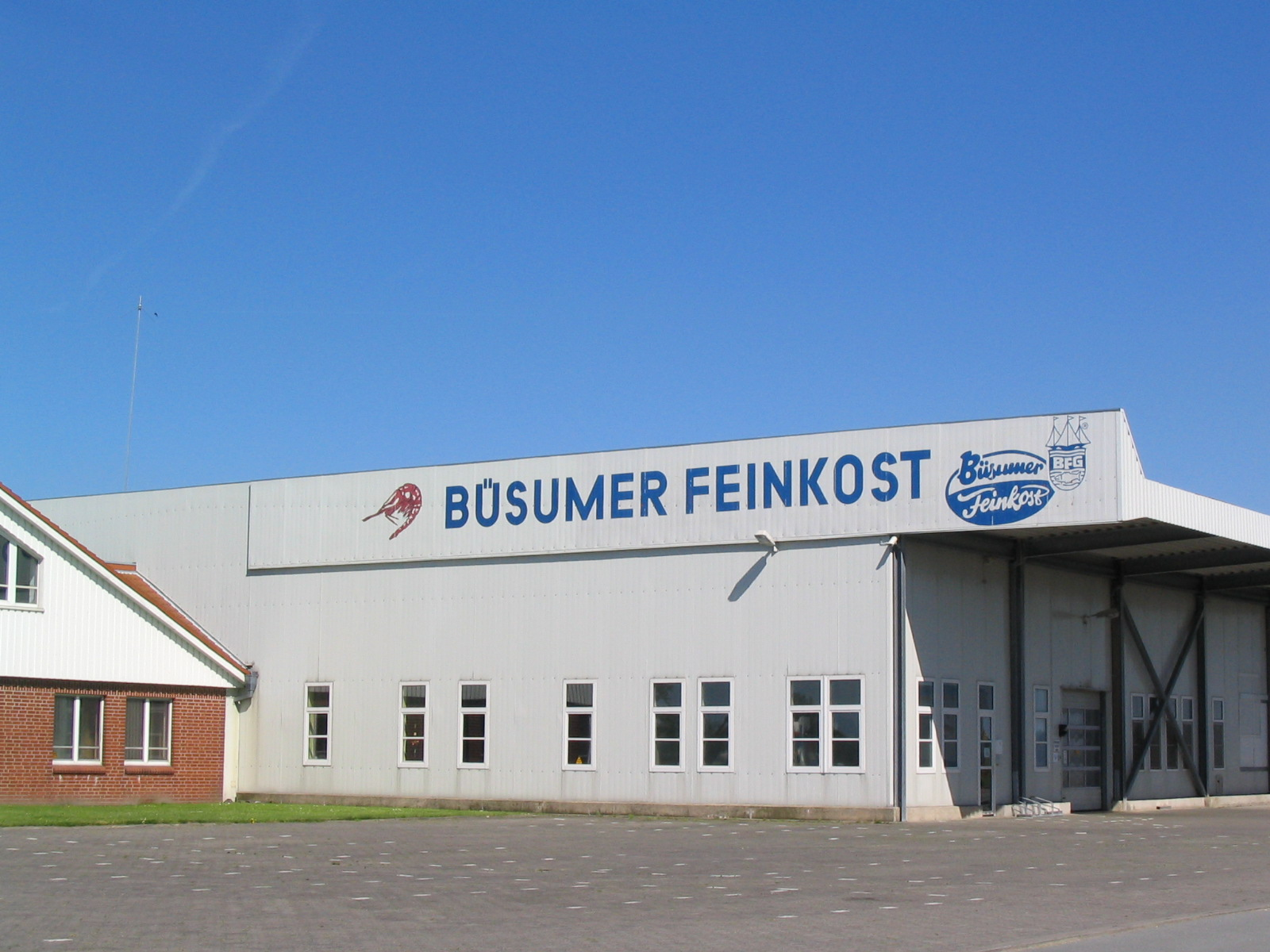
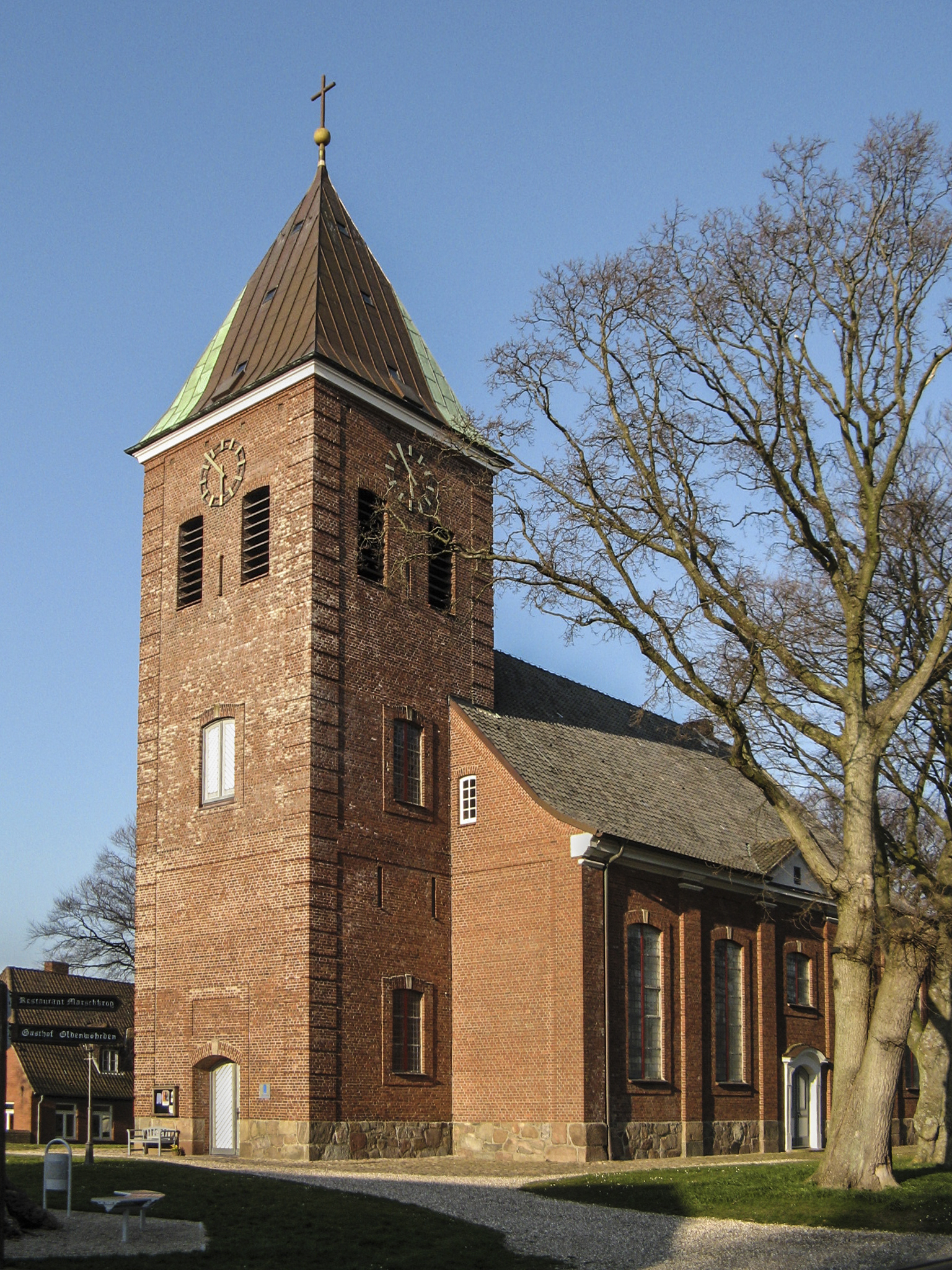
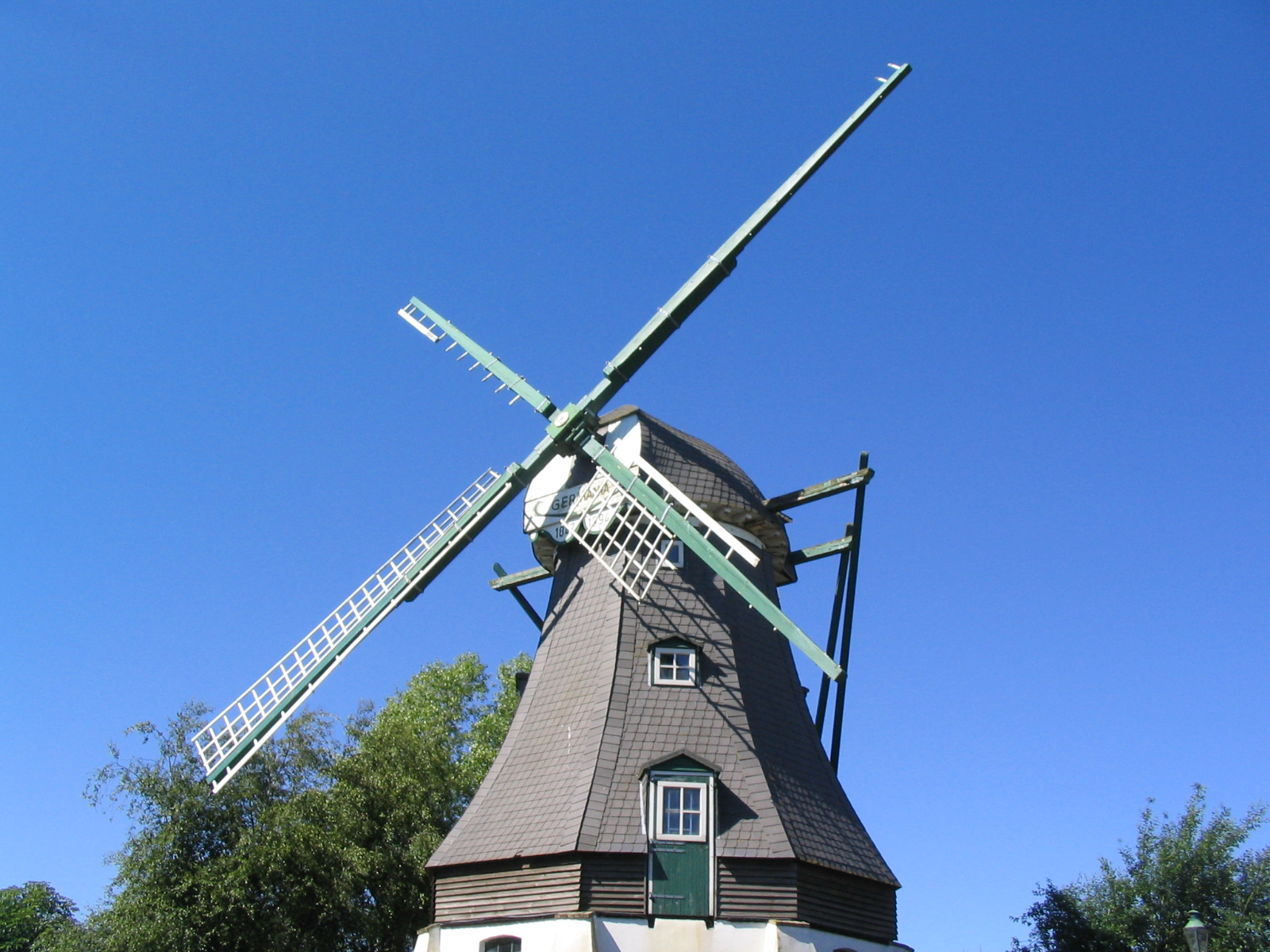